# Tansa (gmina Belcești)
Tansa – wieś w Rumunii, w okręgu Jassy, w gminie Belcești. W 2011 roku liczyła 1070 mieszkańców.